# Nicanor Pérez
El General Nicanor Pérez fue un militar mexicano que participó en la Revolución mexicana. Nació en Veracruz. En 1910 participó en el levantamiento encabezado por Santana Rodríguez Palafox, El Santanón, en las llanuras de Acayucan. Después se unió al movimiento maderista, en las fuerzas de Cándido Donato Padua. A la caída de Francisco I. Madero continuó en las fuerzas revolucionarias donde alcanzó el grado de general de brigada.